# フランケンシュタインの逆襲 (1965年の映画)
『フランケンシュタインの逆襲』（フランケンシュタインのぎゃくしゅう、原題Frankenstein Meets the Space Moneter）は、1965年、アメリカのヴァーノン・セネカ・フィルムズが製作したSF映画。
同一邦題の映画『フランケンシュタインの逆襲 （The Curse of Frankenstein）』（1957年）とは無関係である。

## スタッフ
- 製作総指揮－アラン・V・アイスリン
- 製作－ロバート・マッカーティ
- 監督－ロバート・ガフニー
- 脚本－ジョージ・ギャレット
- 原案－ジョージ・ギャレット、ジョン・ローデンベック、R・H・W・ディラード
- 撮影－ソール・ミッドウォール
- 配給－アライド・アースティツ
- 出演－ジェームズ・カレン、ナンシー・マーシャル